# Schultesianthus coriaceus
Schultesianthus coriaceus là loài thực vật có hoa trong họ Cà. Loài này được (Kuntze) Hunz. miêu tả khoa học đầu tiên năm 1977.